# Асенсьон (Чиуауа)
Асенсьо́н (исп. Ascensión) — посёлок в Мексике, штат Чиуауа, входит в состав одноимённого муниципалитета и является его административным центром. Численность населения, по данным переписи 2010 года, составила 13 456 человек.

## Общие сведения
Название Ascensión дано в честь праздника Воскресение Иисуса Христа.
Поселение было основано в 1872 году Игнасио Оррантием.